# Czesław Dyrcz

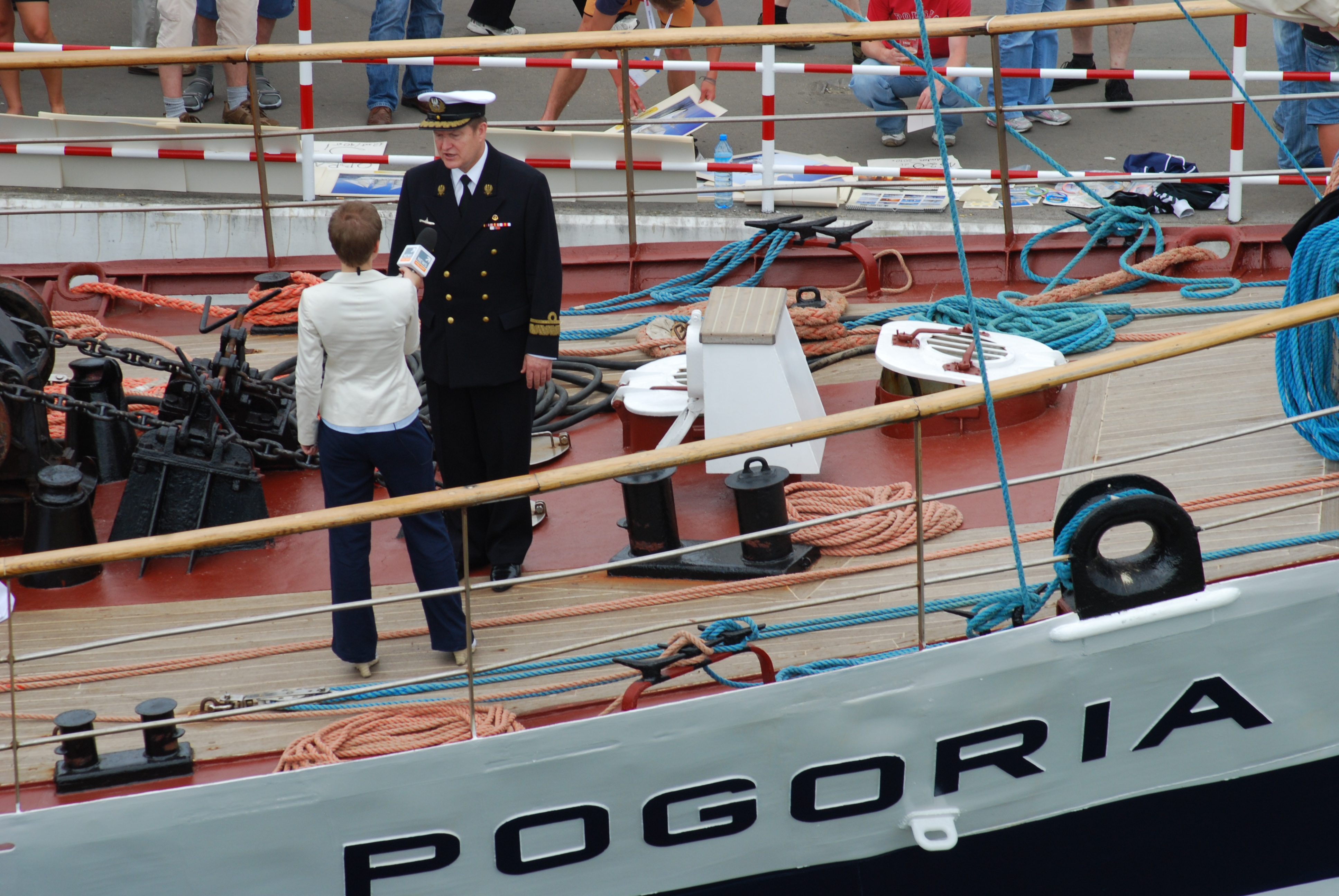
Komendant-rektor Akademii Marynarki Wojennej kontradmirał Czesław Dyrcz udziela wywiadu na pokładzie STS Pogorii podczas Tall Ships Race's w 2009 roku

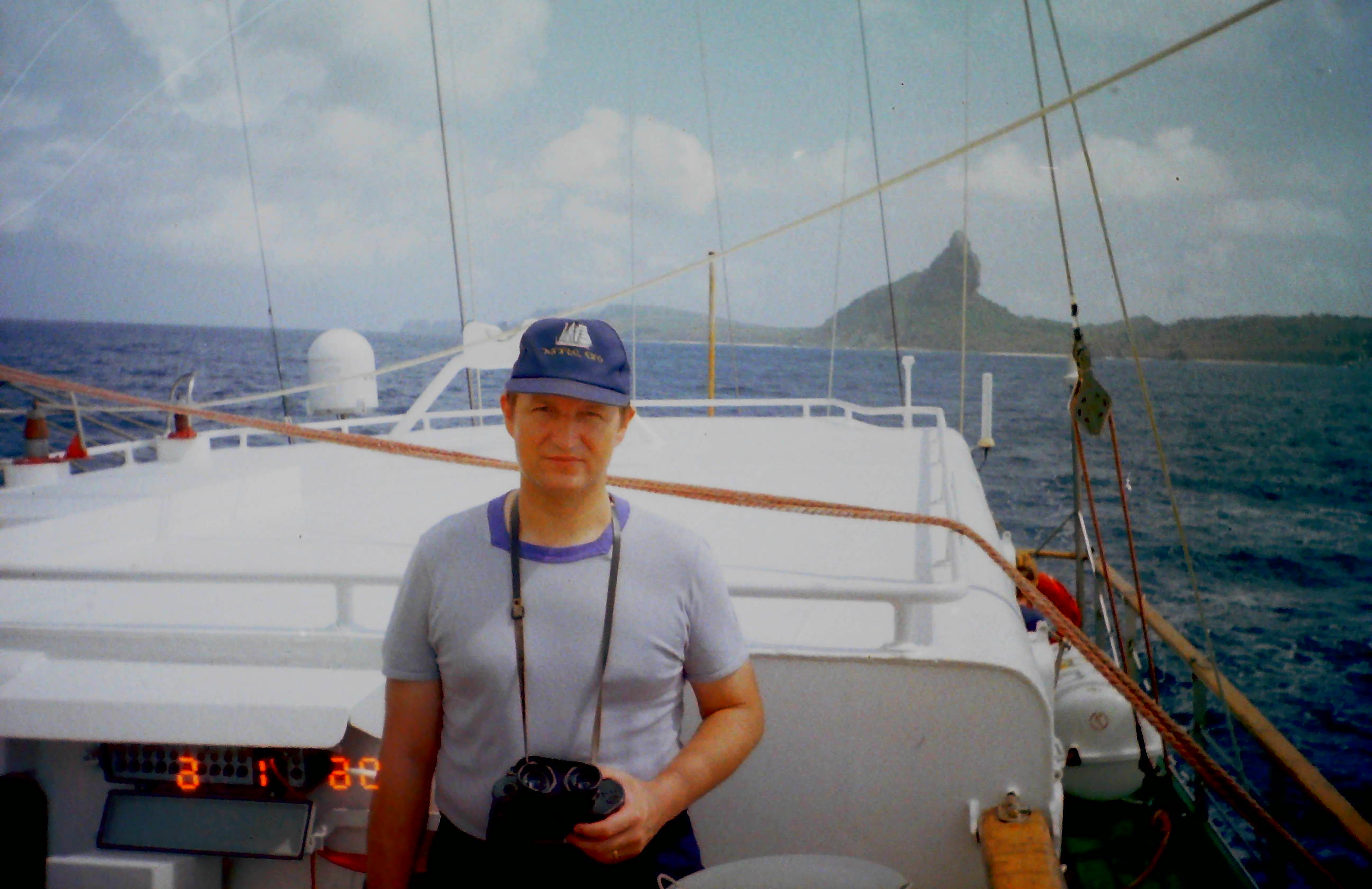
Kmdr Czesław Dyrcz w czasie wachty morskiej na ORP „Iskra” podczas rejsu dookoła świata jako d.o

Czesław Dyrcz (ur. 22 stycznia 1955 w Przemyślu) – polski kontradmirał, doktor inżynier w dyscyplinie geodezja i kartografia, nawigator oraz magister geografii, wieloletni dowódca ORP „Iskra”, szef Biura Hydrograficznego Marynarki Wojennej (2002-2004), dowódca 9 Flotylli Obrony Wybrzeża (2005-2006) i komendant-rektor Akademii Marynarki Wojennej (2007-2015). Dwukrotnie opłynął kulę ziemską pod żaglami. Został odznaczony Złotym Krzyżem Zasługi.

## Wykształcenie
Pochodzi z rodziny o tradycjach wojskowych. Jego dziadek Nikodem służył w Wojsku Polskim w czasach II Rzeczypospolitej, a ojciec Stanisław był oficerem Wojsk Ochrony Pogranicza.
W 1973 ukończył Liceum Ogólnokształcące im. harcmistrza Aleksandra Omieczyńskiego w Gryfinie i rozpoczął jako podchorąży wyższe studia zawodowe na Wydziale Dowódczym w Wyższej Szkole Marynarki Wojennej w Gdyni. Po 4 latach nauki otrzymał stopień wojskowy podporucznika marynarki i tytuł zawodowy inżyniera nawigatora statku morskiego. W 1987 ukończył zaocznie studia na Wydziale Nauk Geograficznych i Geologicznych Uniwersytetu im. Adama Mickiewicza w Poznaniu, uzyskując tytuł magistra geografii. Jest również absolwentem Podyplomowych Studiów Operacyjno-Taktycznych o kierunku dowódczo-sztabowym w Instytucie Dowódczo-Sztabowym Akademii Marynarki Wojennej im. Bohaterów Westerplatte w Gdyni oraz Podyplomowych Studiów Polityki Obronnej na Wydziale Strategiczno-Obronnym Akademii Obrony Narodowej w Warszawie.

## Służba wojskowa
Po promocji oficerskiej w 1977 został skierowany do 3 dywizjonu Okrętów Podwodnych 3 Flotylli Okrętów w Gdyni, gdzie objął stanowisko dowódcy działu I – nawigacyjnego na ORP „Sokół”, okręcie podwodnym projektu 613. W czasie służby na okręcie otrzymał awans na porucznika marynarki. W 1981 trafił do grupy okrętów szkolnych Wyższej Szkoły Marynarki Wojennej jako zastępca dowódcy grupy organizacyjno-przygotowawczej nowego okrętu szkolnego, budowanej w Stoczni Gdańskiej im. Włodzimierza Lenina barkentyny projektu B79. Został na niej zastępcą dowódcy okrętu w pierwszej załodze. W 1982, podczas uroczystości pierwszego podniesienia bandery i nadania okrętowi imienia ORP „Iskra”, wraz z dowódcą okrętu kapitanem marynarki Lechem Soroką odebrał z rąk dowódcy Marynarki Wojennej admirała Ludwika Janczyszyna banderę wojenną oraz proporzec Marynarki Wojennej. Od 1984 przez 13 lat dowodził „Iskrą”. Podczas jego dowództwa ORP „Iskra” zdobyła najważniejszą nagrodę Tall Ships Races – Cutty Sark Trophy (1989), Medal Pokoju ONZ (1990) oraz kilkakrotnie miano Najlepszego Okrętu Marynarki Wojennej w grupie okrętów specjalnych. W latach 1987–1988 kapitan marynarki Czesław Dyrcz, jako II oficer na „Darze Młodzieży” opłynął kulę ziemską i Przylądek Horn. Uczynił to ponownie w latach 1995-1996 dowodząc „Iskrą”, za co w drodze wyjątku został awansowany na komandora. Podczas całej swojej służby na morzu przepłynął ponad 750 tysięcy mil morskich.
W 1997 przeszedł do Dowództwa Marynarki Wojennej na stanowisko głównego oficera flagowego nawigatora w Oddziale Oficerów Flagowych Szefostwa Szkolenia Morskiego. W 2000 został szefem Szkolenia – zastępcą dowódcy, a po reorganizacji szefem Szkolenia w 3 Flotylli Okrętów. Od 2002 do 2004 był szefem Biura Hydrograficznego Marynarki Wojennej i wielokrotnie reprezentował Polskę na forum Międzynarodowego Biura Hydrograficznego w Monako. 15 sierpnia 2005 otrzymał awans na stopień kontradmirała, a od 18 sierpnia 2005 do 28 grudnia 2006 dowodził 9 Flotyllą Obrony Wybrzeża im. Kontradmirała Włodzimierza Steyera w Helu. 26 kwietnia 2007 objął funkcję komendanta-rektora Akademii Marynarki Wojennej. 22 stycznia 2015 roku obowiązki komendanta-rektora AMW przekazał komandorowi Tomaszowi Szubrychtowi i został przeniesiony w stan spoczynku.
Jest autorem licznych publikacji w „Przeglądzie Morskim”, m.in. „Działalność szkoleniowa 3 Flotylli Okrętów” (2001), „Iskrą dookoła świata” (2001), „Marynarka wojenna, a terroryzm” (2003) i „Wybrane problemy terroryzmu początku XXI wieku” (2005, 2006). W 2005 wydał książkę pt. „Terroryzm początku XXI wieku jako zagrożenie bezpieczeństwa międzynarodowego i narodowego”. W 2007 obronił na Wydziale Nawigacji i Uzbrojenia Okrętowego Akademii Marynarki Wojennej pracę doktorską nt. „Model Służby Hydrograficznej na Obszarach Morskich Rzeczypospolitej Polskiej”.

## Odznaczenia
- Złoty Krzyż Zasługi
- Złoty Medal „Siły Zbrojne w Służbie Ojczyzny”
- Srebrny Medal Siły Zbrojne w Służbie Ojczyzny
- Brązowy Medal Siły Zbrojne w Służbie Ojczyzny
- Złoty Medal „Za Zasługi dla Obronności Kraju”
- Medal „Za Zasługi dla Ligi Obrony Kraju”
- Pierścień Hallera
- Jest laureatem Conrady - Indywidualności Morskie

## Życie prywatne
Mieszka w Gdyni. Jest żonaty i ma dwie córki, Agnieszkę oraz Dorotę. Interesuje się okrętami podwodnymi, żeglarstwem oraz informatyką. Jest członkiem Ligi Obrony Kraju, Polskiego Towarzystwa Nautologicznego, Bractwa Przylądka Horn (2 marca 2007 został wybrany przewodniczącym stowarzyszenia – grotmasztem) i National Geographic.